# Factoide
Um factoide (nova grafia sem acento agudo, pelo Novo Acordo Ortográfico da Língua Portuguesa) é uma declaração (falsa, não verificada, ou inventada) questionável ou espúria apresentada como fa(c)to, mas sem provas. O termo também pode ser utilizado para descrever um fa(c)to especialmente insignificante ou novo, na ausência de contexto muito relevante. O termo correspondente em inglês, factoid, é definido pelo Compact Oxford English Dictionary como “um item de informação não confiável que é repetido tantas vezes que se torna aceito como fa(c)to”.

## Uso do termo no Brasil
No Brasil, o termo "factoide" ganhou relevância na política a partir da gestão de Cesar Maia como prefeito do Rio de Janeiro. Embora originalmente empregado para designar informações falsas apresentadas como verdadeiras, "factoide" foi ressignificado no contexto político brasileiro como ações ou declarações planejadas para atrair atenção da mídia, mesmo sem grande relevância ou impacto prático.
Cesar Maia utilizou a estratégia de factoides como uma forma de comunicação com a população e a imprensa. Exemplos notáveis incluem ações simbólicas, como varrer o Sambódromo após os desfiles de Carnaval, críticas ao horário de verão, a remoção de mendigos das ruas, ir às ruas pessoalmente multar motoristas infratores, e decretar luto oficial por causa da morte do Macaco Tião, animal que ficou famoso em 88, quando adeptos do voto nulo o lançaram para a prefeitura. Essas iniciativas frequentemente geravam repercussão midiática, ajudando a manter sua imagem pública em evidência.
Embora o uso dos factoides tenha gerado críticas, com detratores acusando tais práticas de priorizar a visibilidade em detrimento de políticas estruturais, admiradores do ex-prefeito destacam sua habilidade em trazer temas relevantes ao debate público e reforçar sua conexão com a população carioca. A estratégia marcou uma era na política brasileira, mostrando a força da comunicação simbólica na construção da imagem de líderes públicos.

## Origem
A palavra factoide (do inglês factoid) foi cunhada por Norman Mailer em sua biografia de 1973 sobre a atriz Marilyn Monroe. Mailer descreveu um factoide como “fa(c)tos que não tinham existência antes de aparecer em uma revista ou jornal” – e criou a palavra, combinando o substantivo fact e o sufixo -oid, que significa “semelhante, mas não o mesmo”. O Washington Times descreveu a nova palavra de Mailer como “algo que se parece com um fa(c)to, pode ser um fa(c)to, mas na verdade não é um fa(c)to”.

## Exemplos

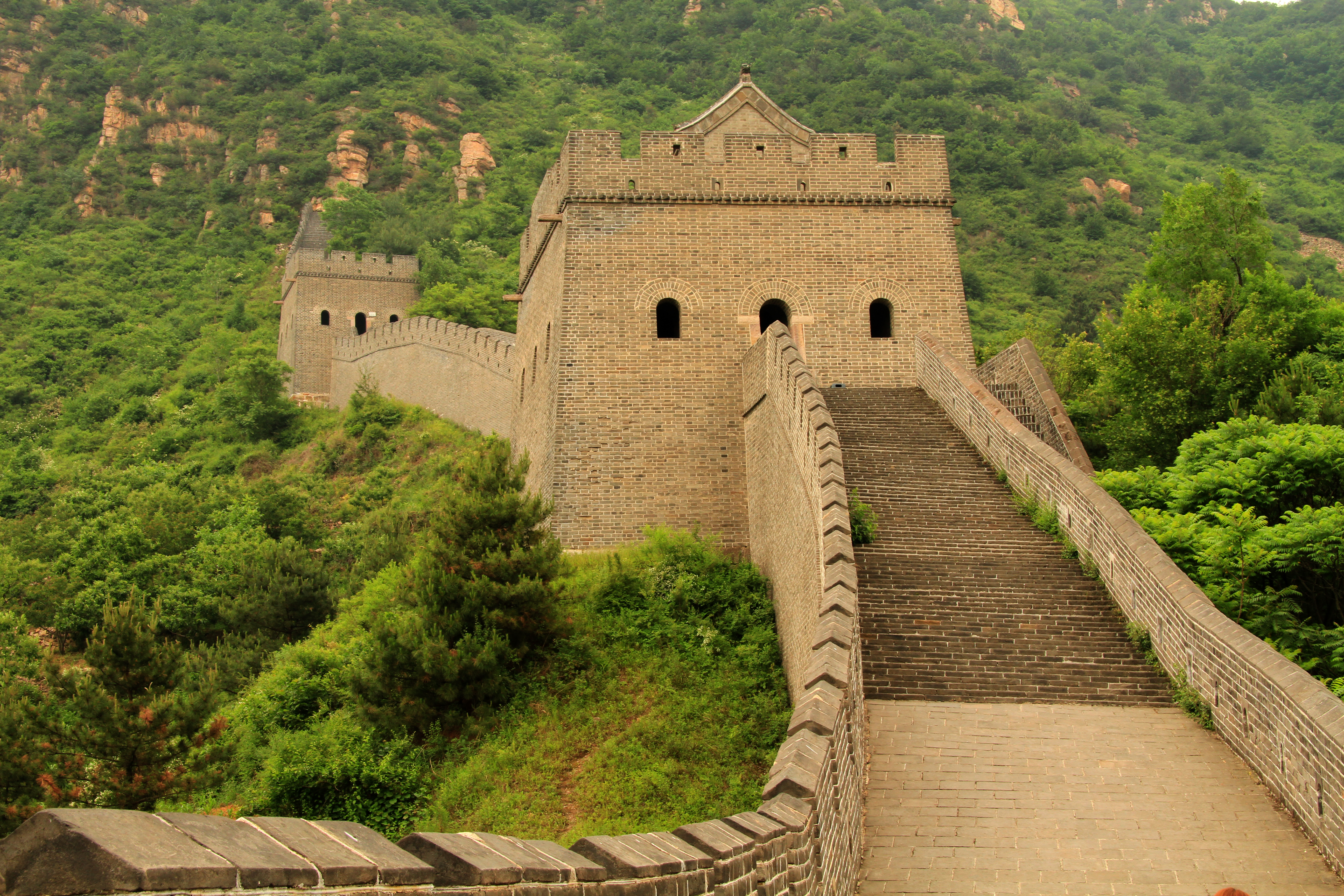
A Grande Muralha da China não pode ser vista a olho nu a partir da Lua.

- A Grande Muralha da China é muitas vezes considerada como sendo o único objeto feito pelo homem visível da Lua.[10] Na realidade, nenhum objeto feito pelo homem na Terra pode ser visto a olho nu a partir da Lua da Terra. Dadas boas circunstâncias pode-se ser capaz de discernir o resultado de alguma atividade humana, como a modificação da costa da Holanda, ou a secagem parcial do Mar de Aral, mas mesmo isso não seria fácil. Alguns astronautas relataram ter visto a Grande Muralha a partir da órbita baixa da Terra, entre uma série de estruturas feitas pelo homem. Na realidade, um espectador precisaria de acuidade visual 17.000 vezes melhor do que a normal (20/20) para ver a muralha da Lua, e uma visão oito vezes melhor do que o normal para vê-la de órbita baixa da Terra.[9]
- Cães e gatos são muitas vezes pensados ser daltônicos e ver o mundo em escalas de cinza. Isso está errado. Eles têm a visão de cores, dicromata, mas não tanto quando a visão humana que é tricromata, isto é, luz vermelha, verde e azul.[11][12]